# Coelichneumon azotus
Coelichneumon azotus är en stekelart som först beskrevs av Cresson 1864.  Coelichneumon azotus ingår i släktet Coelichneumon och familjen brokparasitsteklar. Inga underarter finns listade i Catalogue of Life.